# Tom Corcoran
Tom Corcoran (Jokohama, Japán, 1931. november 16. – 2017. június 27.) amerikai alpesisíző.

## Pályafutása
A Dartmouth College-ban szerzett diplomát 1953-ban. Két olimpián vett részt (1956, Cortina d'Ampezzo, 1960, Squaw Valley). 1960-ban óriás-műlesiklásban a negyedik helyen végzett.
1978-ban a National Ski Hall of Fame tagjává választották.